# Château de Mostuéjouls
Le château de Mostuéjouls est un château situé à Mostuéjouls, en France.

## Localisation
Le château est situé sur la commune de Mostuéjouls, dans le département français de l'Aveyron.

## Historique
L'édifice est inscrit au titre des monuments historiques en 1982.
Il fut le berceau de la famille de Mostuéjouls.